# Río Medvezhia (Aksaút)
El Medvezhia (en ruso: Медве́жья) es un río del Gran Cáucaso en el distrito de Zelenchuk de la república de Karacháyevo-Cherkesia del sur de Rusia. Es un afluente del río Aksaút, uno de los componentes del Mali Zelenchuk, que desemboca en el río Kubán.

## Curso
Nace en las vertientes orientales del monte Dzheltmes, el curso del río baja la ladera por 5 km en dirección predominantemente sureste hasta la orilla izquierda del Aksaút en su curso medio.